# Enevall Enevald
Enevall Persson Enevald, född 10 december 1880 i Haglösa, Lilla Slågarps socken, död 24 augusti 1940 i Stockholm, var en svensk bokhandlare och förläggare.
Enevall Enevald var son till arrendatorbonden Per Rasmusson. Han studerade vid lantbrukshögskola men blev 1901 anställd vid J. F. Richters bokhandel i Göteborg. Han arbetade därefter från 1903 vid Plahnsche Buchhandling i Berlin innan han 1905 återvände till Göteborg för att tillsammans med August Ringnér överta J. F. Richters bokhandel. Från 1909 innehade han ensam bokhandeln, men sålde den 1910 för att återvända till Plahnsche Buchhandlung i Berlin. 1913 arbetade han vid F. Volckmars bokhandel i Leipzig och var därefter 1913-1915 anställd vid Wennergrens bokhandel i Stockholm. Då Nordiska Kompaniet 1915 öppnade sin bokavdelning blev han anställd där, och var 1917-1921 avdelningens chef. 1921 blev Enevald förlagstjänsteman och reklamman hos Wahlström & Widstrands förlag och samtidigt suppleant i Svenska bokhandelsmedhjälpareföreningens styrelse, från 1933 ordinarie ledamot. Han redigerade från 1922 Svenska bokhandelsmedhjälpareföreningens tidning B. M. F. Han utgav även en rad fackböcker på B. M. F.:s förlag, ofta översatta och redigerade av honom själv.